# Dôrvôd
I Dôrvôd (in mongolo: Дөрвөд; in russo Дербеты, Derbety), anche Dorbod e Dörbet (nella traslitterazione anglosassone) erano una delle quattro maggiori sotto-tribù degli oirati. In tempi remoti erano indicati, assieme agli zungari, come gruppi collaterali dei čoros (цорос). I dôrvôd, assieme alle altre tre tribù: ôôld, torgud e hošuud, formavano "i quattro alleati" (Дөрвөн Ойрд, Dôrvôn Ojrd).
I dôrvôd sono oggi distribuiti tra le regioni occidentali della Mongolia (Hovd, Bajan-Ôlgij, ma soprattutto Uvs), nella Calmucchia e, in piccola parte, nella provincia Heilongjiang in Cina.

## Storia
Esisteva un clan dörben tra le tribù mongole nel XII - XIII secolo, ma non è chiara la sua relazione con i dôrvôd (dörbet). I dôrvôd appaiono agli inizi del XV secolo come parte dei quattro oirati.
Nel XVII secolo il capo dei dôrvôd era Baatar Dalai Taishi (m. 1637). Al fine di unire gli oirati mongoli usò il metodo del matrimonio di convenienza; Dalai Taishi e il capo hošuud Gùùš khan sposarono delle torgud, sorelle di Kho Orljuk (~1580-1644). Durante il periodo di Dalai Taishi (intorno al 1625), le tribù ojrad vissero in armonia.
Nel 1616, Dalai Taishi stabilì  relazioni diplomatiche con lo zarato Russo, l'anno successivo il figlio di Dalai Taishi, Solom Tseren, si unì ai calmucchi nella regione del Volga  con 4.000 famiglie. Nel 1699 una parte dei dôrvôd confluì nei cosacchi del Don e diventarono i buzava. Bloccati ad ovest del Volga, i dôrvôd non poterono unirsi alla migrazione dei torgud nel 1771, e da allora in poi dominarono i calmucchi che erano rimasti. Agli inizi del XIX secolo si erano scissi nei "dôrvôd inferiori" (baga dôrvôd), che vivevano nel nord (Calmucchia) e i "dôrvôd maggiori"  (ikh dôrvôd), che vivevano intorno al lago Manyč-Gudilo.
Nel frattempo, nella terra d'origine degli oirati, i dôrvôd erano rimasti la maggiore tribù di zungari. Nel 1753 tre loro capi furono sottomessi dalla dinastia Qing; furono reinsediati prima nella provincia di Bajanhongor e poi nella provincia dell'Uvs nel 1759. Costituirono un'alleanza di 16 vessilli: la lega di Sain Zayaatu. La nobiltà dei dôrvôd contava 15.000 individui, compresi i bajad e un ristretto numero di hoton.
A partire dal 1880, i khalkha influirono sull'andamento socioeconomico dei dôrvôd. Il calmucco Dambijžancan (Ža Lama) guidò i disordini anti-comunisti; e il sentimento separatista rimase forte fino agli anni trenta del secolo scorso.

## Popolazione
I dôrvôd, in Mongolia, erano 55.200 nel 1989. Nell'anno 2000 erano 66.706, e 75.845 nel 2009.